# Kittelvagn
Kittelvagn, arkeologisk term, vagnen består av vagnsrede eller underrede avsedd att bära en kittel. 
Kittelvagnar var små fyrhjuliga vagnar, vanligen av brons, som skulle bära en stående kittel vanligen också av brons. Kittelvagnar var i bruk under den yngre bronsåldern och Hallstattperioden. De fungerade troligen som kultföremål under yngre bronsålder. Kompletta kittelvagnar har bland annat påträffats i Skallerup på Själland i Danmark och Peckatel i Mecklenburg i Tyskland.

## Fynd av kittelvagnar

### Peccatel i Mecklenburg
Den första kittelvagnen upptäcktes 1843 vid en undersökning av en stor gravhög vid Peccatel i Mecklenburg, ej långt från Schwerin. Kärlet är prytt med flera rader små drivna bucklor, men har ej haft andra sirater. I samma grav som vagnen fann man en guldarmring, samt ett svärd, två knivar och andra bronsföremål, från den tredje perioden av bronsåldern. I graven hittades inga spår av den döde. 

### Den skånska kittelvagnen
Vagnunderredet anträffades år 1855 i en torvmosse vid  Hedeskoga nära Ystad i Skåne.  Vagnen är alldeles lik den från Peccatel, men kärlet hade förstörts av torvgävningen, innan vagnen upptäcktes.

### Vagnen från Skallerup
Vagnen från Skallerup på Själland  upptäcktes i en 1895 vid en undersökning av en gravhög. Vagnen stod i en av stenar omgiven ekkista, och det av vagnen burna bronskärlet innehöll brända människoben. Kärlet har en annan form än det från Peccatel, men är liksom detta prytt av vågräta rader med små drivna bucklor. I graven hittades en guldarmring samt ett svärd och två knivar av brons tillhörande den tredje perioden av bronsåldern.

### Vagnen från Milavec i Böhmen
Den böhmiska vagnen hittades i en gravhög vid Milavec tillsammans med ett svärd och andra föremål av brons. Föremålen är ungefär samtida med den tredje nordiska bronsåldersperioden. Även kärlet tillhörande denna vagn är prytt med rader av  drivna bucklor; tyvärr är kärlet så skadat, att dess form i nedre delen inte kan bestämmas. 